# 泣き虫しょったんの奇跡
『泣き虫しょったんの奇跡』（なきむししょったんのきせき）は、将棋棋士・瀬川晶司の自伝、及びその映像化作品である。サブタイトルは『サラリーマンから将棋のプロへ』。
全国中学生選抜将棋選手権大会で優勝して奨励会入りしたが、年齢制限で退会し、大学を経てサラリーマンになって安定を得たものの、アマ強豪としてプロ公式戦に参加して7割を超える勝率を挙げ、多くの人々の支援を得て日本将棋連盟を動かし、規定に存在しないプロ編入試験を実現し、合格するまでの瀬川の前半生を記している。

## 映画
2018年9月7日公開。監督は映画『王手』（阪本順治監督）の脚本で映画界デビューし、新進棋士奨励会に所属していた豊田利晃。主演は豊田作品に多く出演している松田龍平。音楽はBLANKEY JET CITYの元ベーシスト、照井利幸。本作には多くの棋士・女流棋士が出演した。瀬川を除く登場人物は、モデルが存在しても変名になっているが、元になった人物の多くは別の役やエキストラとして出演している。
また劇中で瀬川の愛称は「しょったん」とされているが、実際には「セガショー」と呼ばれることが多かった（原作も同タイトルだが、書籍内で愛称は一貫して「セガショー」である）。
8月24日から開催される第42回モントリオール世界映画祭のフォーカス・オン・ワールド・シネマ部門に正式出品。

### キャスト
- 瀬川晶司 - 松田龍平（中学時代：窪塚愛流[6]）
- 鈴木悠野 - 野田洋次郎（幼少期：田中奏生 中学時代：後藤奏佑人）
- 新藤和正 - 永山絢斗
- 村田康平 - 染谷将太
- 山川孝 - 渋川清彦
- 畑中良一 - 駒木根隆介
- 清又勝 - 新井浩文
- 加東大介 - 早乙女太一
- 冬野渡 - 妻夫木聡
- 真理子 - 上白石萌音
- 南咲子 - 石橋静河
- 山口 - 板尾創路
- 見知らぬ男性 - 藤原竜也
- 瀬川靖司 - 大西信満
- 池田学 - 奥野瑛太
- 山中徹 - 遠藤雄弥
- 中堅棋士 - 山本亨
- 関西棋士 - 桂三度
- 新條 - 三浦誠己
- 安田師匠 - 渡辺哲
- サラリーマン - 内藤正記
- 神田宏充六段 - 神吉宏充
- 大徳健二 - 久保利明九段
- 河野秀行五段 - 屋敷伸之九段
- 久島利明八段 - 豊川孝弘七段
- 佐山天彦三段 - 青嶋未来六段
- 中本広恵女流六段　- 谷口由紀女流二段
- 鹿島澤佳子 - 松たか子
- 瀬川千香子 - 美保純
- 工藤一男 - イッセー尾形
- 藤田守 - 小林薫
- 瀬川敏雄 - 國村隼

### スタッフ
- 原作 - 瀬川晶司「泣き虫しょったんの奇跡」（講談社文庫刊）
- 監督・脚本 - 豊田利晃
- 音楽 - 照井利幸
- 製作 - 大村英治、瀬井哲也、太田和宏、吉野達也、坂本健、杉田成道、安部順一、宮崎伸夫、松田美由紀、鈴木律子、大関雅人、吉羽治
- エグゼクティブ・プロデューサー - 青木竹彦、岡本東郎
- 企画・プロデュース - 森恭一
- プロデューサー - 大瀧亮、行実良、平部隆明
- 撮影 - 笠松則通
- 照明 - 水野研一
- 録音 - 柿澤潔
- 美術 - 橋本創
- 衣装 - 宮本まさ江
- ヘアメイク - 小沼みどり
- 装飾 - 渡辺大智
- 編集 - 村上雅樹
- スクリプター - 長坂由起子
- VFXスーパーバイザー - 道木伸隆
- サウンドエフェクト - 北田雅也
- 助監督 - 佐和田惠
- 制作担当 - 中村哲也
- 音楽プロデューサー - 加納尚樹
- 宣伝プロデューサー - 丸山杏子、三上剛
- 特別協力 - 公益社団法人日本将棋連盟
- 宣伝協力 - ミラクルヴォイス、フラッグ、星貴子
- 配給・宣伝 - 東京テアトル
- 制作プロダクション - ホリプロ、エフ・プロジェクト
- 製作 - 「泣き虫しょったんの奇跡」製作委員会（WOWOW、VAP、東京テアトル、TBSラジオ、ローソンHMVエンタテイメント、日本映画専門チャンネル、読売新聞社、朝日新聞社、オフィス作、エフ・プロジェクト、BS日テレ、講談社）